# Tithorea brunnea
Tithorea brunnea är en fjärilsart som beskrevs av Richard Haensch 1905. Tithorea brunnea ingår i släktet Tithorea och familjen praktfjärilar. Inga underarter finns listade i Catalogue of Life.